# Sia Kangri
Der Sia Kangri (auch Sia Kangri I oder Queen Mary Peak) ist ein 7422 m hoher Berg im Baltoro Muztagh im Karakorum.
Er liegt im Grenzgebiet zwischen der pakistanischen autonomen Region Gilgit-Baltistan, dem indischen Unionsterritorium Ladakh und dem von China beanspruchten Shaksgam-Tal in der umstrittenen Region Kaschmir.

## Lage im Karakorum

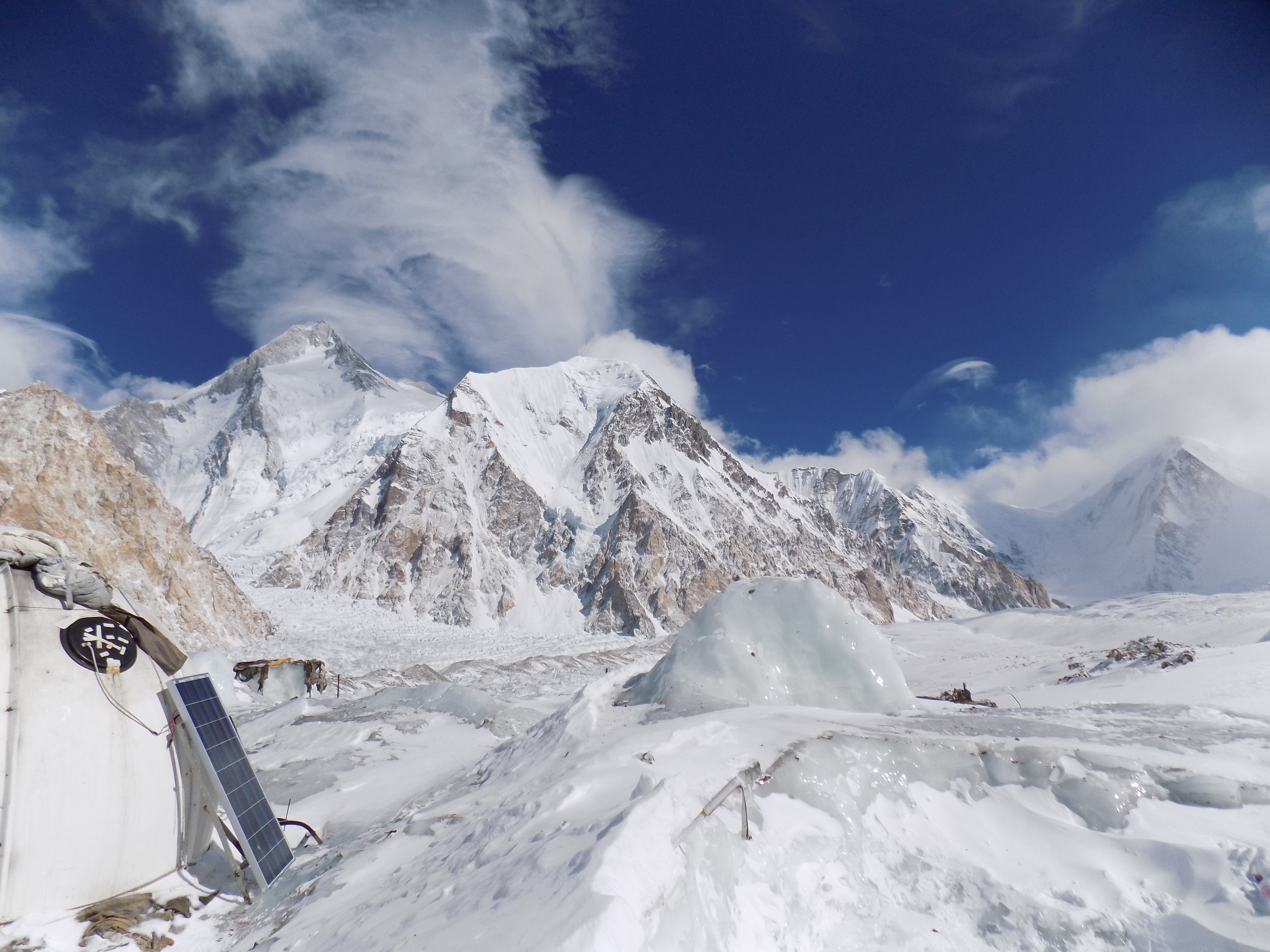
Der Gasherbrum I (links) sowie dessen Südgipfel (Mitte) und der Sia Kangri (rechts)

Der Berg verdankt seinen Namen dem Siachen-Gletscher, dessen Nährgebiet auf der Südostseite des Sia Kangri liegt.
Er ist der östlichste Berg im Baltoro Muztagh, der zentralen Hauptkette im Karakorum. In seiner Nachbarschaft treffen verschiedene Ketten des Karakorums aufeinander. Nordwestlich des Sia Kangri erhebt sich der Urdok-Kamm, ein Ausläufer des 8000ers Hidden Peak. Östlich des Sia Kangri liegt der Indira Col, der als Pass das Baltoro Muztagh mit dem Siachen Muztagh (auf der Nordostseite des Siachen-Gletschers) verbindet.
Der Conway-Sattel liegt südwestlich des Sia Kangri und verbindet ihn mit dem Baltoro Kangri und damit mit den Ketten der Masherbrum-Berge. Im Süden des Berges liegt der Sia La, jenseits dieses Passes folgen der Ghent Kangri und die weiteren Berge der Saltoro-Berge.

## Besteigungsgeschichte
Die Erstbesteigung erfolgte 1934 durch Mitglieder der Internationalen Himalaya-Expedition von Günter Dyhrenfurth. Am 12. August standen Hans Ertl und Albert Höcht auf dem Hauptgipfel, zuvor hatten sie begleitet vom Träger Hakimbek den Ostgipfel überschritten. Bereits am 3. August hatten Ertl, Höcht, Dyhrenfurth und dessen Frau Hettie den etwa 7315 m hohen Westgipfel bestiegen – Hettie Dyhrenfurth stellte damit einen Höhenweltrekord für Frauen auf, der bis 1954 bestand. Den ähnlich hohen Mittelgipfel konnten James Belaieff, Piero Ghiglione und André Roch am 10. August erreichen.

## Nebengipfel
Der Sia Kangri hat mehrere Gipfel. Nordwestlich des Hauptgipfels befindet sich der 7327 m hohe Westgipfel, etwas südlich von diesem der 7275 m hohe Mittelgipfel. Der 7325 m hohe Ostgipfel befindet sich südwestlich des Hauptgipfels. Diese Höhenangaben sind umstritten, da vor allem die Nebengipfel nur selten vermessen wurden.
Der 7093 m hohe Sia Kangri II (⊙) wird auch als Mount Hardinge bezeichnet. Er liegt 4,3 km südöstlich des Sia Kangri. Mit einer Schartenhöhe von 401 Metern hat er zwar eine gewisse Eigenständigkeit, gilt jedoch als Nebengipfel des Sia Kangri.
Der Sia Kangri II wurde bisher noch nie bestiegen.